# Agapito Fernández
Agapito Fernández (Barcelona, 1928 - 2000) fou un dirigent esportiu del barri del Poblenou de Barcelona. Des dels dotze anys, quan va entrar com a directiu al Club Deportivo Monopol, Agapito Fernández va maldar per mantenir els camps de futbol al barri davant de la desaparició contínua que imposava la urbanització de nous carrers. Fuster de professió, va esdevenir president del club on havia entrat com a directiu quan era tan sols un nen. Conservava com un tresor la insígnia de la CNT del seu pare, que havia estat anarcosindicalista. Va ser guardonat amb el Premi Sant Martí l'any 1994, mentre lluitava per aconseguir un nou camp de futbol aleshores, quan tots desapareixen. El que es va inaugurar al carrer de la Ciutat de Granada porta el seu nom.